# أندي سوان
أندي سوان (بالإنجليزية: Andy Swan)‏ هو لاعب كرة قاعدة أمريكي، (ولد في Falls, Pennsylvania ‏ في الولايات المتحدة 1858  م).

## وصلات خارجية
- أندي سوان على موقعبيزبول رفرنس.كوم (الدوري الرئيسي) (الإنجليزية)